# Augusto Pérez Palacios
Augusto Pérez Palacios (* 1909; † 9. August 2002) war ein mexikanischer Architekt.

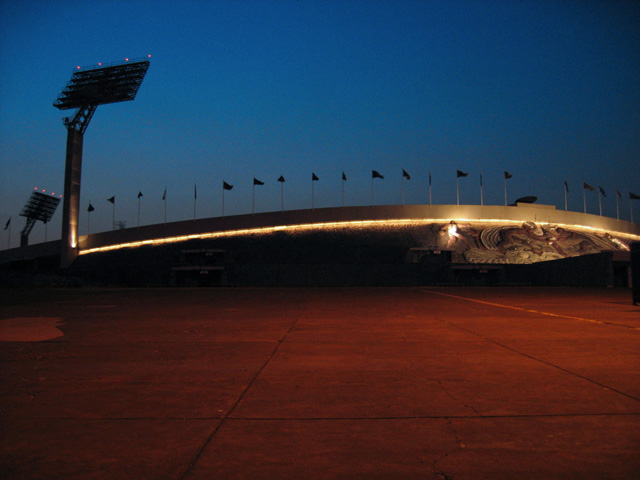
Das Olympische Universitätsstadion 2006

Pérez Palacios wurde gemeinsam mit Raúl Salinas Moro und Jorge Bravo Jiménez für den Bau des Estadio Olímpico Universitario in Mexiko-Stadt bekannt, das zwischen 1947 und 1952 errichtet wurde. Für die Olympischen Sommerspiele 1968 wurde das Stadion unter seiner Leitung ausgebaut.